# Archocentrus
Archocentrus és un gènere de peixos pertanyent a la família dels cíclids que es troba a Centreamèrica.

## Taxonomia
- Archocentrus centrarchus (Gill, 1877)[3]
- Archocentrus multispinosus (Günther, 1867)[4]
- Archocentrus spinosissimus (Vaillant & Pellegrin, 1902)[5][6][7][8][9][10][11]